# Валдайська височина
Валда́йська височи́на, Валда́й (рос. Валда́йская возвы́шенность) — височина у північно-західній частині Східно-Європейської рівнини, у межах Ленінградської, Новгородської, Тверської, Псковської, Смоленської областей Росії, протяжністю понад 600 км.
З Валдайської височини беруть початок річки: Волга, Західна Двина, Дніпро, Ловать, Мста, Сясь, Молога тощо. Висота від 150 до 250 м, найбільша — 343 м (в верхів'ях річки Цни).
В основі Валдайської височини лежать корінні породи (кам'яновугільні вапняки, мергель, глини), що складають північно-західне крило Московської синеклізи і перекриті льодовиковими і водно-льодовиковими відкладеннями. До складу Валдайської височини зазвичай включають Тихвинський кряж, Мегорське пасмо, Вепсовську височину тощо. Північно-західний схил Валдайської височини крутий (Валдайсько-Онезький уступ), південно-східний — пологий. Рельєф моренний. Багато озер: Верхньоволзькі озера (Пено, Вселуг, Волго), озеро Селігер тощо. Дуже заболочена. По південно-східній околиці Валдайської височини (область горбисто-озерного рельєфу) проводиться межа Валдайського (Осташковського) заледеніння.

## Охоронні території
- Валдайський національний парк
- Себезький національний парк
- Рдейський заповідник
- Полістовський заповідник